# Gózd (powiat otwocki)
Gózd – wieś sołecka w Polsce położona w województwie mazowieckim, w powiecie otwockim, w gminie Kołbiel.
Wieś szlachecka Gozd położona była w drugiej połowie XVI wieku w powiecie garwolińskim  ziemi czerskiej województwa mazowieckiego. W latach 1975–1998 miejscowość należała administracyjnie do województwa siedleckiego.